# 梅含理

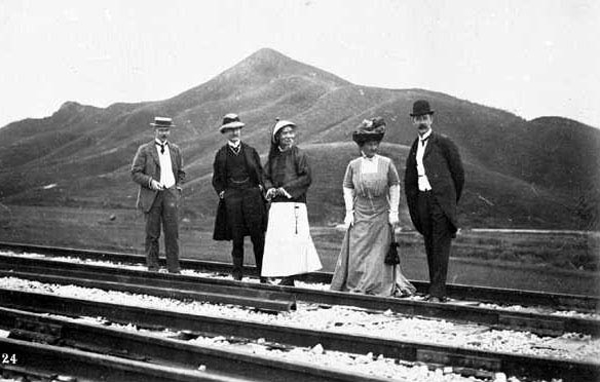
1910年，署理香港總督梅含理及其夫人視察剛通車的九廣鐵路──英段

梅含理爵士，GCMG，KStJ（1860年3月14日—1922年2月6日），為第15任香港總督，並曾擔任斐濟群島總督、前香港警察隊長、香港政府輔政司。梅含理是唯一一位曾出任香港警隊首長的港督，亦是唯一一個曾被意圖行刺的港督。

## 早年生涯
梅含理1860年3月14日出生於獨立前的愛爾蘭都柏林，是愛爾蘭首席法官喬治·奧古斯奇·切斯特·梅（George Augustus Chichester May，1815年－1892年）的第四子。梅含理曾就讀於哈羅公學和都柏林三一學院。1881年，梅含理獲香港政府聘任為官學生，於港府供職前，他曾到北京兩年學習中文，故懂得廣東話。
1893年至1901年，梅含理出任香港警察隊長，期間擔任新界六日戰中香港警察和部分英軍的指揮官。1901年，梅含理獲得擢升為輔政司，其後被調往斐濟群島擔任總督。梅含理亦曾經多次擔任署理總督，直至新任香港總督抵達香港履新為止。
1912年，梅含理回到香港出任第15任香港總督，並且於到任時險被行刺。

## 港督生涯

### 險遭刺殺
梅含理是唯一一位曾被意圖行刺的港督。 1912年7月4日，梅含理來香港出任第15任總督時，在卜公碼頭登岸時被人射擊，但未被擊中。他下令繼續行程，進入大會堂宣誓成為香港總督。
槍手李漢雄被在場警察拘捕，在審問期間，李漢雄供稱刺殺梅含理是他不滿梅含理處事不公及歧視華人，但當時處事不公及歧視華人是十分普遍，因此一般相信另有原因；包括梅含理當年擔任香港警察司期間，使用高壓及「寧枉無縱」的手段對付黑社會組織，黑社會為了報復，僱用李漢雄為殺手行刺他。另一個較可信的原因是，梅含理接收新界的新界六日戰及其後圍剿反英人士時，手段兇殘及殺了很多無辜的新界人，李或其家人是當中的受害者，因此產生殺機。李漢雄最終被判無期徒刑。
自从行刺事件发生后，以後的港督出入都改坐汽車。梅含理是首位乘坐汽車的港督，在他任內亦為香港引入汽車。

### 辛亥革命與梅含理
1911年中國爆發辛亥革命，中國民族主義興起，對香港政府帶來不穩定因素。

#### 1912至1913年拒搭電車運動
基於廣東局勢變化，廣東的中國錢幣貶值，港府擔心這些貶值貨幣流入影響香港，遂於1912年4月禁止中國錢幣在港流通（之前一直可在港流通），香港華人視此舉為對新生中華民國的侮辱。同年11月，梅含理勸說天星小輪、電車公司和山頂纜車停收中國錢幣，結果導致華人反抗，爆發拒搭行動，運動組織者以各種方式威嚇那些違反拒搭命令的人。
梅含理解釋不收中國貨幣純粹是經濟決定，並無侮辱中國之意，而拒搭亦會損害香港及中國，因為不少華人資金投資在電車及纜車公司。同時梅含理亦促請華人社會的頭面人物協助結束拒搭運動，在同年12月20日時任立法局非官守議員的何啟和韋玉譴責拒搭行動損害香港及中國經濟，而影響香港經濟只會減少接濟廣東親戚的金錢。最終事件於1913年2月平息，梅含理對那些華人精英那麼遲才出手擺平事件感到非常失望，甚至有傳何啟有意在新中國政府擔任官職。結果梅含理喪失對他的信任，令他無法第五度連任立法局非官守議員。

#### 加強控制
1913年，梅含理制定《教育條例》（Education Bill），要求所有私立學校向政府登記。梅含理聲稱目的是提高這些學校的教育水準，但他與殖民地部之間的通信顯示，他其實要防止這些學校變成反英宣傳基地。1914年，梅含理頒布《叛亂刊物條例》（Seditious Publications Ordinance），則是針對任何香港及中國穩定的刊物。
1914年，第一次世界大戰爆發，不少在港英籍人士需被徵召服役，香港警務人員嚴重不足，梅含理決定在港興建警察學校，培育警務人員。
1915年，因協助引渡犯人獲北洋政府頒發一等文虎章。
1918年，因患有心臟病，梅含理赴加拿大溫哥華休養。1919年獲准提早退休，由施勳署任港督。

## 家庭
梅含理於1891年迎娶海倫娜·白加（Helena Barker）為妻，海倫娜之父親是為署理香港總督白加爵士（George Digby Barker）。梅含理夫婦共育有4名女兒，分別為Stella、 Phoebe、Iris、Dionne。除梅含理有中文名字外，他的妻子和四個女兒均沒有中文名字。

## 軼事
梅含理熱愛賽馬運動，是早期香港賽馬會會員，同時是騎師 、 馬主，曾編製《1845年至1887年香港小馬與賽馬備忘錄》，紀錄馬會早年的歷史。 此外，他是歷任香港總督中居住在香港最長的一位港督，在香港居住了共38年，從擔任官學生開始，歷任多個公務職位。

## 以其命名的事物
- 梅道：位於香港島半山區[8]
- 梅堂：位於香港大學明原堂